# Права ЛГБТ в Боснии и Герцеговине
Лесбиянки, геи, бисексуалы и трансгендеры (ЛГБТ) в Боснии и Герцеговине могут столкнуться с юридическими проблемами, с которыми не сталкиваются жители, не являющиеся ЛГБТ. В Боснии и Герцеговине сексуальные отношения как мужского, так и женского пола являются законными. Однако домохозяйства, возглавляемые однополыми парами, не имеют права на одинаковую правовую защиту, предоставляемую парам противоположного пола.
Босния и Герцеговина — светская страна, состоящая преимущественно из мусульман и христиан (католиков и православных). Хотя религия официально является светской, она играет важную роль в боснийском обществе. Таким образом, отношение к членам ЛГБТ-сообщества, как правило, довольно консервативное, как и в других странах Восточной Европы. Многие мероприятия ЛГБТ-сообщества, особенно Фестиваль Квир-Сараево в 2008 году, закончились насилием, после того как исламские радикалы напали на толпу и скандировали экстремистские фразы. Согласно опросу 2015 года, 51 % ЛГБТ-боснийцев сообщили о той или иной дискриминации, направленной против них, включая словесные оскорбления, притеснения и даже физическое насилие.
Тем не менее отношение меняется. В 2016 году правительство утвердило всеобъемлющий антидискриминационный закон, запрещающий дискриминацию по признаку сексуальной ориентации, гендерной идентичности и пола. Все больше и больше гей-баров и места встречи начинают открываться, особенно в столице Сараево. Желание Боснии и Герцеговины вступить в Европейский союз также сыграло важную роль в подходе правительства к правам ЛГБТ. Ассоциация ILGA-Europe поставила Боснию и Герцеговину на 22-е место среди 49 европейских стран по уровню ЛГБТ.

## Закон об однополых половых отношениях
Босния и Герцеговина является федерацией, состоящей из двух образований, а именно Федерации Боснии и Герцеговины и Республики Сербской. Сексуальные отношения между лицами одного пола были легализованы в Федерации Боснии и Герцеговины в 1996 году и в Республике Сербской в 1998, причем эти два образования приняли свои собственные уголовные законы. Район Брчко последовал их примеру и узаконил гомосексуализм в 2003. Возраст согласия — 14 лет независимо от сексуальной ориентации (половые отношения с лицом, не достигшим 14-летнего возраста, считаются изнасилованием по закону).

## Признание однополых отношений
Нет юридического признания однополых пар на национальном или субнациональном уровне. В Конституции Боснии и Герцеговины ничего не говорится о гендерном праве на вступление в брак, и в субнациональном масштабе оба образования, Федерация Боснии и Герцеговины и Республика Сербская, ограничивают браки парами противоположного пола, как это предусмотрено их соответствующими семейными кодексами.
19 октября 2018 года Федерация Боснии и Герцеговины приняла просьбу о легализации гражданских союзов. «Указанный пункт был включен в повестку дня сессии и был принят в том же виде, что и был предложен», — заявил премьер-министр ФБиГ Фадиль Новалич. Теперь правительство сформирует рабочую группу для анализа этого предложения, которое необходимо будет позднее принять парламенту. Согласно исследованиям, около 80 % боснийских однополых пар хотят, чтобы их отношения были признаны.

## Защита от дискриминации
Статья 12 Закона о равенстве полов, принятого в начале 2003 г., запрещает дискриминацию по признаку пола и сексуальной ориентации. Однако сексуальная ориентация четко не определена.
Трудовое законодательство Федерации Боснии и Герцеговины (FBiH) также прямо запрещает дискриминацию по признаку сексуальной ориентации, как и трудовое законодательство района Брчко.
Закон о борьбе с дискриминацией был принят в 2009 году, запрещая дискриминацию по признаку пола, гендерного самовыражения и сексуальной ориентации. Кроме того, закон запрещает домогательства и сегрегацию по признаку сексуальной ориентации. Статья 2 закона гласит:
Дискриминация, с точки зрения настоящего Закона, представляет собой любое иное обращение, включая любое исключение, ограничение или предпочтение, основанное на реальных или предполагаемых основаниях, в отношении любого лица или группы лиц, их родственников или лиц, иным образом связанных с ними, по признаку их расы, цвета кожи, языку, религии, этнической принадлежности, инвалидности, возраста, национального или социального происхождения, связи с национальным меньшинством, политических или иных убеждений, собственности, членства в профсоюзе или любой другой ассоциации, образования, социального статуса и пола, половой принадлежности, ориентации, гендерной идентичности, сексуальных характеристик, а также любых других обстоятельств, служащих целям или приводящих к предотвращению или ограничению любого человека в использовании или реализации на равной основе прав и свобод во всех сферах жизни.
В июле 2016 года парламент Боснии и Герцеговины принял закон о внесении поправок в антидискриминационные законы, прямо запрещающих дискриминацию по признаку сексуальной ориентации, гендерной идентичности и половых характеристик.

### Законы о преступлениях на почве ненависти
В апреле 2016 года Федерация Боснии и Герцеговины одобрила поправки к своему Уголовному кодексу, объявив вне закона преступления на почве ненависти по признаку сексуальной ориентации и гендерной идентичности. Закон был опубликован в официальной газете 15 июня 2016 года. Подобные запреты уже существовали в Республике Сербской и в районе Брчко.

## Гендерная идентичность и самовыражение
Трансгендеры могут изменить свой юридический пол в Боснии и Герцеговине после перенесенной операции по смене пола и других видов лечения.

## Активизм
Первый парад гордости прошел в Сараево в сентябре 2019 года.
Довольно много организаций работали над правами ЛГБТ в Боснии и Герцеговине. Организация Q (Udruženje Q) была первой ЛГБТ-организацией, зарегистрировавшейся в Боснии и Герцеговине. Организация Q работает над «продвижением и защитой культуры, самобытности и прав человека гомосексуалистов» и была основана в сентябре 2002 года. Официально она зарегистрирована в феврале 2004 года.
Логос был первоначально зарегистрирован в конце 2005 года под названием Инициатива по обеспечению видимости квир-мусульман (IIVQM), но вскоре после этого изменил свое название на Логос и был перерегистрирован в 2006 году.
Equilibrium был зарегистрирован в середине 2009 года и стал первой организацией, работающей вне Баня-Луки. Обе организации закрылись через два года.
Среди других организаций — Okvir и Simosyon, зарегистрированные в 2011 году, Viktorija, Открытый центр Сараево (Sarajevski Otvoreni Centar), BUKA (Ассоциация квир-активистов Баня-Луки), зарегистрированный в 2013 году, LibertaMo Association, которая начал работу в 2015 году, а центры находятся в Мостаре и Тузле.

### Гей-парад в Сараево
Первое в стране мероприятие гордости состоялось 9 сентября 2019 года в столице Сараево. Около 2000 человек прошли в первом параде гордости Боснии и Герцеговины, что сделало страну последней бывшей югославской страной, которая провела мероприятие гордости.

### Инцидент 2008 года на фестивале Квир-Сараево
В конце первого дня фестиваля в Квир-Сараево 24 сентября 2008 года было совершено нападение на около десятка человек. Восемь человек, включая одного полицейского, получили ранения после того, как большая группа исламских фундаменталистов и хулиганов напала на посетителей и толпу людей. По словам организаторов четырехдневного мероприятия, полиция разрешила неутвержденному протесту и антигейским протестующим подойти слишком близко к месту проведения акции, что поставило участников под угрозу.
Фестиваль, организованный Организацией Q, открылся в Академии изящных искусств в центре Сараево, столицы Боснии и Герцеговины. Теракты заставили организаторов сделать оставшуюся часть фестиваля частным мероприятием и через пару дней отменить его. Хотя Организация Q организовывала общественные мероприятия и раньше, этот фестиваль стал первым культурным событием подобного рода в истории Сараево.
В 2014 году Конституционный суд постановил, что власти не смогли защитить свободу собраний участников фестиваля 2008 года.

### Инцидент на фестивале Мерлинка в 2014 году
1 февраля 2014 года четырнадцать человек в масках ворвались на фестиваль в Мерлинке, выкрикивая гомофобные оскорбления. Трое участников получили ранения. Полиция прибыла сразу после того, как нападавшие ушли, и была подвергнута критике за то, что она сделала очень мало для поиска и преследования нападавших. Фестиваль продолжился на следующий день, без каких-либо инцидентов и при полной защите полиции.

## Общественное мнение
Опрос 2015 года показал, что 44 % боснийцев попытаются вылечить своего ребенка, если он станет геем. Еще 11 % заявили, что вообще перестанут общаться со своим ребенком. Он также обнаружил, что 19 % населения Боснии и Герцеговины поддерживают предоставление однополым парам некоторых прав, связанных с браком, таких как экономические и социальные права.
Согласно опросу Pew Research, опубликованному в 2017 году, 13 % респондентов в Боснии и Герцеговине поддержали однополые браки, при этом 84 % высказались против. Он показал, что 82 % боснийцев считают, что гомосексуализм не должен признаваться обществом.
Согласно опросу, опубликованному в 2019 году, перед первым гей-парадом в Сараево парад поддержали 33 % опрошенных, против — 58 %. 14 % респондентов заявили, что поддерживают легализацию однополых браков, при этом 81 % высказались против. Опрос проводился в кантоне Сараево, а не в остальной части страны.
Согласно исследованию 2021 года, первый парад ЛГБТ + Pride в Сараево привёл к усилению поддержки ЛГБТ-активности в Сараево. Однако он не распространился по всей стране.